# ターン・セータギット
「ターン・セータギット」（ฐานเศรษฐกิจ）は、タイ王国のタイ語経済新聞。ターン・セータギット社が所有。1981年2月1日に初版を発行。

## 概要
ターン・セータギット紙の社主はオーラーン・スックガセーム(โอฬาร สุขเกษม）、経営責任者はチャヤワン・ワニットワッタナ（ชัยวัฒน์ วนิชวัฒนะ）。前社主はソムサック・シーウティチャーン（สมศักดิ์ ศรีวุฒิชาญ）。　同紙は、ジャーナリスト倫理規定に反対し、正しい倫理規定を打ち立てるためにソムサックを筆頭に様々な新聞局の記者10名が集まって設立した。紙面は、整然と見やすくするためにアジアン･ウォール･ストリート・ジャーナルの構成を元にしている。内容はビジネス経済情勢の記事である。もともと第一面に広告を掲載しなかったが、現在では掲載している。一部25バーツ。